# Diamonds & Rust (singolo)
Diamonds and Rust è una canzone scritta nel 1975 da Joan Baez, che descrive la relazione che la cantante aveva avuto 10 anni prima con Bob Dylan. Il brano arrivò al quarto posto della classifica americana e per molti critici e fan è considerato il miglior brano di Baez.
La canzone venne poco tempo più tardi reinterpretata dai Judas Priest e inclusa nel terzo album Sin After Sin e nella ristampa del primo album Rocka Rolla. Il pezzo è uno dei più suonati dalla band e a tutt'oggi riarrangiato in fase acustica. Di questa canzone è stata realizzata una reinterpretazione anche dai Blackmore's Night, messa nel loro album Ghost of a Rose, e dalla band Thunderstone che ha revisitato il brano in stile Power metal.